# Eucryphycus californicus
Eucryphycus californicus és una espècie de peix de la família dels zoàrcids i de l'ordre dels perciformes.

## Morfologia
- Els mascles poden assolir 22 cm de longitud total.[3][4]

## Alimentació
Menja principalment crustacis amfípodes.

## Hàbitat
És un peix marí i de clima subtropical que viu entre 73-545 m de fondària.

## Distribució geogràfica
Es troba des de la Badia de Monterrey fins a San Diego (Califòrnia, els Estats Units).

## Observacions
És inofensiu per als humans.